# Adenstedt
Adenstedt este o comună din landul Saxonia Inferioară, Germania.